# Oni, roboti
Oni, roboti (v anglickém originále Them, Robot) jsou 17. díl 23. řady (celkem 503.) amerického animovaného seriálu Simpsonovi. Scénář napsal Michael Price a díl režíroval Michael Polcino. V USA měl premiéru dne 18. března 2012 na stanici Fox Broadcasting Company a v Česku byl poprvé vysílán 2. srpna 2012 na stanici Prima Cool.

## Děj
Poté, co se pan Burns dozví, že testy na narkotika pro zaměstnance jeho elektrárny jej stojí peníze, Smithers navrhuje nahradit zaměstnance za roboty, aby se snížily náklady. Burns vyhazuje všechny své zaměstnance, ale Smithers trvá na tom, že Burns si ponechá jednoho lidského pracovníka, aby vykonával údržbu a sloužil jako možný obětní beránek robotů. Homer se tímto jediným zaměstnancem stane poté, co vtrhne do Burnsovy kanceláře, aby mu poděkoval za dlouhá léta zaměstnání a zkritizoval ho za to, že je vyměnil za roboty. Kvůli tomu, že všichni ostatní zaměstnanci jsou bez práce (včetně Smitherse), město trpí 99% nezaměstnaností.
Homer se snaží seznámit se s roboty, ti ale nerozumí jeho dotazu: „Je to tu tvrdý, nebo vy jste tvrdý?“. Namísto odpovědi od jednoho z robotů dostane elektrický šok. Homer ukradne návod k použití robotů od pana Burnse a zapne režim konverzace. Roboti se musí pohybovat pouze po žlutých liniích, které jsou v elektrárně. Homer se tudíž rozhodne, že žluté linie vyznačí z elektrárny až na baseballové hřiště. Během baseballu jeden robot hodí míč mimo vyznačené linie. Homer běží na silnici, aby míč chytil, aniž si všiml, že se blíží nákladní vůz. Robot zachrání Homerovi život tím, že se obětuje. Posléze několik robotů přiběhne na silnici kvůli vozidlům, která ohrožovala Homerův život. Na pohřbu zničených robotů se Homer snaží navrhnout přípitek. Jeden robot však namítá, že zákony robotiky vyžadují, aby roboti chránili lidi; protože alkohol je pro lidské zdraví špatný, robot odnáší Homerovi pivo. Homer je naštvaný, půjčí si Flandersovu vrtačku a provede jim „robotomie“. Tím ale neúmyslně přeprogramuje roboty tak, aby „odstranili veškerá ohrožení jaderné elektrárny“ tím, že zabijí Homera.
Homer běží k sídlu pana Burnse požádat o pomoc, ale pan Burns situaci zhoršuje tím, že vypustí jeho psy na roboty. Robot snadno zpacifikuje jednoho ze psů. Ostatní psi ve strachu odcházejí. Když pan Burns psy uráží, rozhněvají se a přidají se k robotům. Pronásledují Burnse a Homera, kteří se schovávají v Burnsově soláriu. Roboti vtrhnou dovnitř, ale Homera a pana Burnse zachrání nezaměstnaní občané Springfieldu. Burns znovu dočasně najímá své bývalé zaměstnance. Homer přeprogramuje jednoho z robotů a vezme ho na rybářský výlet, ale Homer ho naštve a dobrovolně se zničí.

## Produkce
Hlas všech robotů namluvil hostující herec Brent Spiner, který se proslavil jako představitel androida Data v seriálu Star Trek: Nová generace a jeho čtyřech celovečerních filmech.

## Přijetí
Epizoda byla původně vysílána na stanici Fox ve Spojených státech 18. března 2012. Během tohoto vysílání ji sledovalo přibližně 5,24 milionu lidí a v demografické skupině dospělých ve věku 18–49 let získala rating Nielsenu 2,4 a 7% podíl. Díl se stal druhým nejsledovanějším pořadem v rámci bloku Animation Domination stanice Fox pro daný večer, a to jak z hlediska celkové sledovanosti, tak z hlediska dospělých ve věku 18–49 let.
Hayden Childs z The A.V. Clubu udělil epizodě hodnocení B s tím, že „v tomto díle je řada dobrých vtipů, satira je na svůj námět příliš jemná, ne-li slabá, a epizoda je příliš ochotná pohřbít satiru, aby posunula děj“, a že „epizoda nabízí dost dobromyslného humoru, aby se udržela nad vodou“.
Patrick D. Gaertner ze serveru Puzzled Pagan napsal: „Nejsem si úplně jistý, proč vznikla tahle bizarní dvojice epizod, která se vydala šokujícím sci-fi směrem, ale docela se mi to líbí. Včerejší epizoda byla docela zábavná, ale myslím, že její největší překážkou byl fakt, že se rozhodla přímo parodovat Počátek. Dnešní díl je také hodně divný a stále působí tak nějak nepatřičně na běžnou, nečarodějnickou epizodu, ale myslím, že mu pomáhá fakt, že nic přímo neparoduje. Myšlenka, že se elektrárna zabývá automatizací, je vlastně premisa, u které mě šokuje, že jsme se jí nezabývali už dříve. Ale tahle premisa by klidně mohla být tím největším průšvihem, jaký si lze představit, takže si myslím, že je dobrá volba, že místo tradičních průmyslových robotů z nich rovnou udělali androidy. Protože vidět Homera, jak se kamarádí s nějakými roboty a pak jim omylem dá svobodnou vůli a nenávist k lidstvu, je celkem zábava. Není to zrovna nejhlubší epizoda, ale já se u ní bavil.“.